# 拉施泰特
拉施泰特（德語：Lahstedt，發音：[ˈlaːʃtɛt]）是德国下萨克森州派讷县曾经的一个市镇，面积43.6平方千米，2013年12月31日人口为9,985人。2015年1月1日，拉施泰特并入市镇伊尔瑟德。